# 30 Comae Berenices
30 Comae Berenices är en vit stjärna i huvudserien  i stjärnbilden Berenikes hår. Stjärnan är av visuell magnitud +5,78 och svagt synlig för blotta ögat vid god seeing. Den befinner sig på ett avstånd av ungefär 300 ljusår.